# Valle de Carranza
Valle de Carranza (cooficialmente en euskera: Karrantza Harana) es un municipio situado en el extremo occidental de la comarca de Las Encartaciones, provincia de Vizcaya, comunidad autónoma del País Vasco. 

## Geografía
El municipio, el más extenso de toda la provincia, cuenta con 49 pequeños barrios dispersos a lo largo y ancho del valle, entre los que destaca Ambasaguas, el más poblado, que cuenta con la estación de tren de Carranza, y Concha, donde se encuentra el ayuntamiento.
Limita con los municipios vizcaínos de Trucios, Arcentales y Lanestosa; con los municipios cántabros de Valle de Villaverde, Rasines, Ramales de la Victoria y Soba; y con los municipios burgaleses de la Merindad de Montija y el Valle de Mena.
El río principal es el río Carranza, que vierte sus aguas en el Asón. Otros ríos menores del valle son los ríos Seco, Callejo, de las Escaleras, Bernales, Cuadro y Presa.
Entre los recursos naturales más reseñables del Valle de Carranza se sitúa el entorno de Ranero y Armañón, declarado parque natural en septiembre de 2006.
Cabe destacar que su mirador natural se encuentra en la peña El Mazo (accesible desde barrio Matienzo) el cual se llama la ventana del Relux, desde donde se puede observar el valle completo y parte de Cantabria.
Por otra parte, los montes de Ordunte han sido catalogados como Lugar de Interés Comunitario y recientemente incluidos en la Red Natura 2000. Los montes de Ordunte son reconocidos por su riqueza natural, y por albergar un ecosistema de peculiares características, con los humedales y esfagnales de Salduero, y multitud de especies animales y vegetales protegidas. Destaca la presencia de la Drosera, una planta carnívora.

## Historia
En el Valle de Carranza se encuentra una multitud de monumentos megalíticos como dólmenes o túmulos. En 1904 fueron descubiertos los grabados de la cueva de Ventalaperra, en el barrio de Molinar, además de otros restos arqueológicos en enclaves del mismo entorno estudiados a principios del siglo XX por J. M. Barandiarán. El territorio de Valle de Carranza y otros próximos formaban parte de Autrigonia o tierra de los autrigones, pueblo de origen celta que se extendía por el norte y este de la actual provincia de Burgos, parte de la de Vizcaya y el extremo más oriental de la actual Cantabria. La mención de los geógrafos de Roma es clara en la ubicación del territorio de los autrigones. En el siglo V tras una serie de conflictos el país de los autrigones desaparece, una parte de su población es asimilada por los visigodos y otra por los vascones en el 456.
A principios del siglo VIII el territorio es conquistado por los musulmanes, quedando despoblado. Tras varias décadas bajo dominio musulmán el Valle de Carranza pasa a ser territorio del Reino de Asturias, Carranza aparece ya nombrado Carrantia en la Crónica de Alfonso III como lugar repoblado durante el reinado de Alfonso I (siglo VIII).

## Demografía
Valle de Carranza cuenta con una población de 2711 habitantes (INE 2024).
| Gráfica de evolución demográfica de Valle de Carranza entre 1842 y 2021 |
| |
| Población de derecho según los censos de población del INE Población de hecho según los censos de población del INEEn estos censos se denominaba Carranza: 1842, 1857, 1860, 1877, 1887, 1897, 1900, 1910, 1920, 1930, 1940, 1950, 1960, 1970, 1981 y 1991 |

## Administración y política

### Gobierno municipal
| Periodo   | Nombre                         | Partido | Partido                                                      |
| --------- | ------------------------------ | ------- | ------------------------------------------------------------ |
| 1979-1983 | Daniel Zulueta Barquín         |         | Grupo Independiente (GI)                                     |
| 1983-1987 | Eloy Aldecoa Goirigolzarri     |         | Euzko Alderdi Jeltzalea-Partido Nacionalista Vasco (EAJ-PNV) |
| 1987-1999 | Victoriano Martín Edesa        |         | Candidatura Independiente de Carranza (CIC)                  |
| 1999-2011 | José Luis Portillo López       |         | Euzko Alderdi Jeltzalea-Partido Nacionalista Vasco (EAJ-PNV) |
| 2011-2015 | José María Martín Iparraguirre |         | Euzko Alderdi Jeltzalea-Partido Nacionalista Vasco (EAJ-PNV) |
| 2015-act. | Raúl Palacio Portillo          |         | Karrantza Zabala (KZ)                                        |

| Partido político                                              | 2015  | 2015       | 2011  | 2011       | 2007  | 2007       | 2003        | 2003        | 1999    | 1999       | 1995  | 1995       | 1991  | 1991       |
| Partido político                                              | %     | Concejales | %     | Concejales | %     | Concejales | %           | Concejales  | %       | Concejales | %     | Concejales | %     | Concejales |
| Karrantza Zabala (KZ)                                         | 50,37 | 6          | 38,52 | 5          | 30,86 | 3          | —           | —           | —       | —          | —     | —          | —     | —          |
| Euzko Alderdi Jeltzalea-Partido Nacionalista Vasco (EAJ-PNV)  | 43,72 | 5          | 40,23 | 5          | 54,31 | 7          | 70,63       | 8           | 43,66   | 5          | 31,91 | 4          | 32,87 | 4          |
| Euskal Herria Bildu (EH Bildu)-Bildu                          | 3,46  | 0          | 13,06 | 1          | —     | —          | —           | —           | —       | —          | —     | —          | —     | —          |
| Partido Socialista de Euskadi-Euskadiko Ezkerra (PSE-EE PSOE) | 1,06  | 0          | 5,31  | 0          | 2,11  | 0          | 0,95        | 0           | 1,09    | 0          | 4,26  | 0          | 2,38  | 0          |
| Partido Popular del País Vasco (PP)                           | 0,59  | 0          | 1,72  | 0          | 1,63  | 0          | 1,68        | 0           | 0,37    | 0          | 3,01  | 0          | —     | —          |
| Iniciativa Carranza-Karranza Aurrera (IC-KA)                  | —     | —          | —     | —          | 8,68  | 1          | 25,34       | 3           | —       | —          | —     | —          | —     | —          |
| Eusko Alkartasuna (EA)                                        | —     | —          | —     | —          | 1,21  | 0          | Con PNV     | Con PNV     | Con PNV | Con PNV    | 5,87  | 0          | 4,01  | 0          |
| Candidatura Independiente de Carranza (CIC)                   | —     | —          | —     | —          | —     | —          | —           | —           | 39,92   | 5          | 40,84 | 6          | 50,26 | 6          |
| Euskal Herritarrok (EH)-Herri Batasuna (HB)                   | —     | —          | —     | —          | —     | —          | Ilegalizado | Ilegalizado | 13,18   | 1          | 12,77 | 1          | 10,02 | 1          |
| Ezker Batua-Berdeak (EB-B)                                    | —     | —          | —     | —          | —     | —          | —           | —           | 0,14    | 0          | —     | —          | —     | —          |

### Organización territorial
El valle está poblado por distintas aldeas y caseríos dispersos de muy escasa población, siendo las más pobladas Ambasaguas, Concha, Soscaño y El Callejo. Son los siguientes:
- Ahedo
- Aldeacueva
- Ambasaguas
- Biáñez
  - Bollain
- Bernales
- La Calera del Prado
- El Callejo
- La Cerca
- Concha
  - Las Bárcenas
  - La Tejera
- Herboso
- Lanzas Agudas
- Manzaneda de Biáñez
- Matienzo
- Molinar
- Pando
- Paules
- Presa
- Ranero
- Rioseco
  - La Cadena
- San Cipriano
- San Esteban
- Sangrices
- Santecilla
- Sierra
- Soscaño
- El Suceso
- Bustillo de Sierra[cita requerida]
- Cezura[cita requerida]
- El Cuadro[cita requerida]
- La Herrán[cita requerida]
- La Lama[cita requerida]
- Las Llamas[cita requerida]
- Llano[cita requerida]
- Los Lombanos[cita requerida]
- Manzaneda de Sierra[cita requerida]
- Montañán[cita requerida]
- Otides[cita requerida]
- Salviejo[cita requerida]
- Sancides[cita requerida]
- Las Torcachas[cita requerida]
- Trespalacio[cita requerida]
- Treto[cita requerida]
- Valnera

## Cultura

### Patrimonio

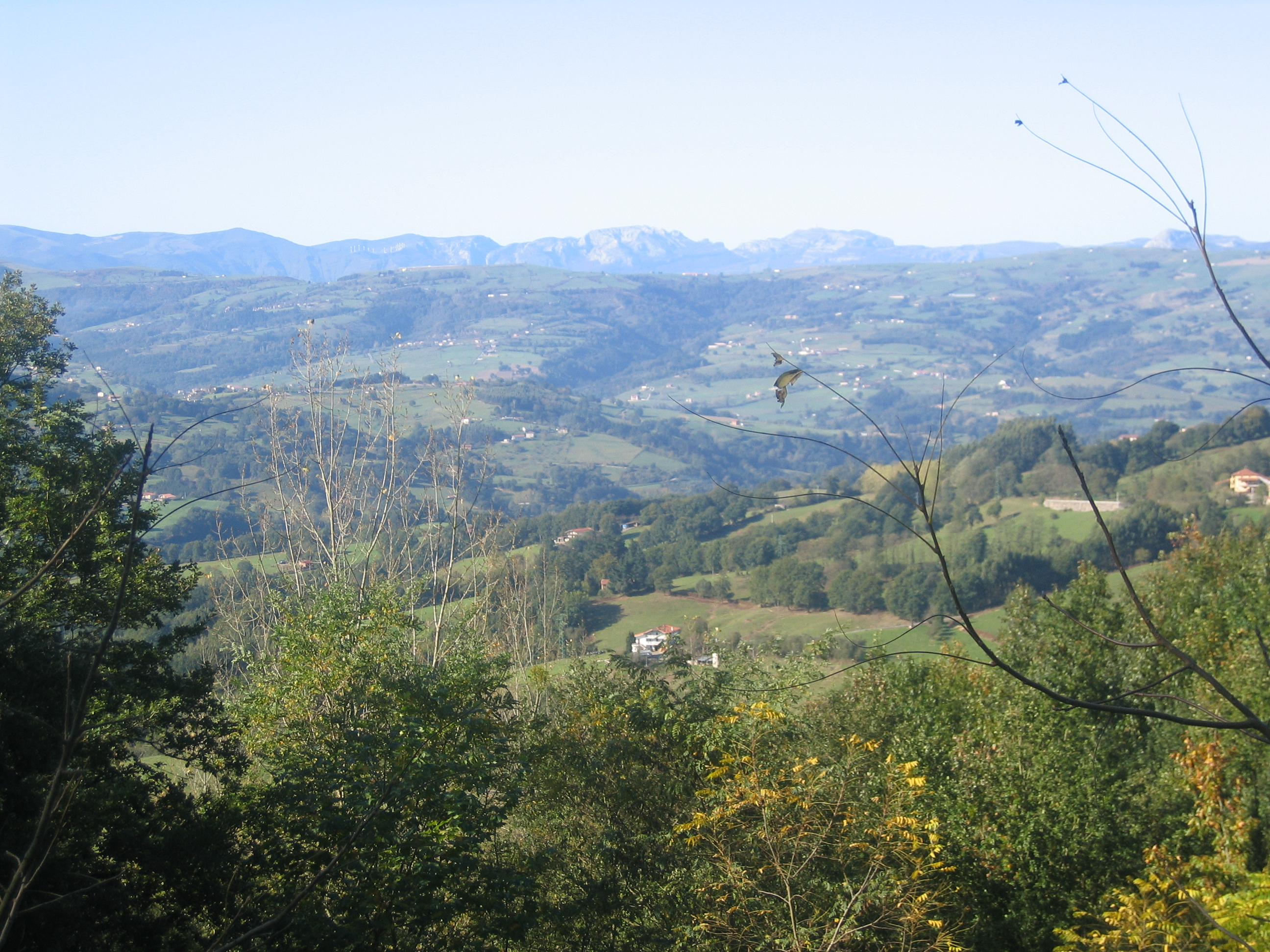
El Valle de Carranza

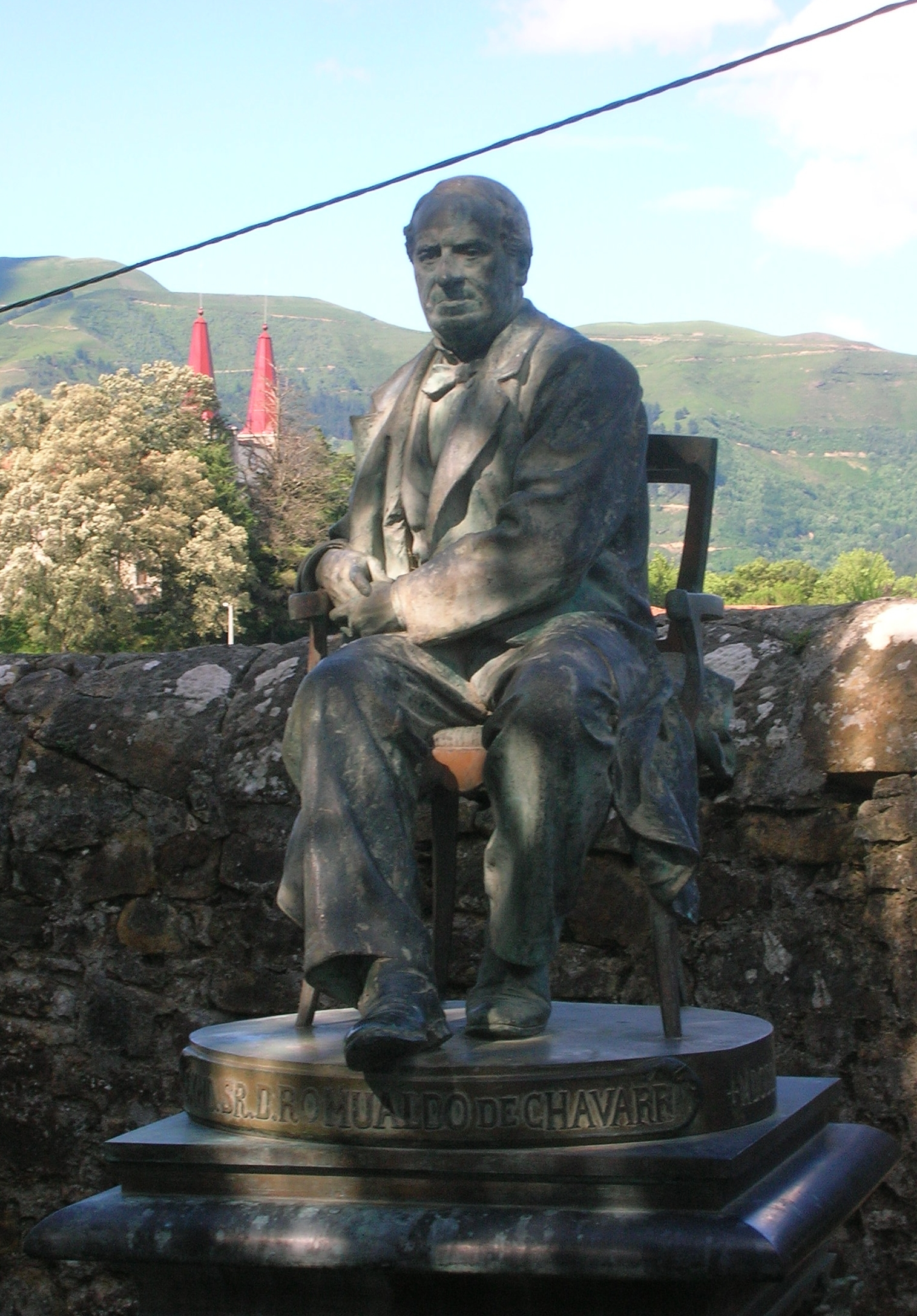
Monumento al indiano Romualdo de Chávarri, en Biáñez

En las peñas de Ranero se encuentra la cueva de Pozalagua, que alberga la mayor concentración de estalactitas excéntricas del mundo. En sus inmediaciones se sitúa la Torca del Carlista, que es la sima más grande de Europa y la segunda más grande del mundo. Esta torca solo es accesible para espeleólogos.
El barrio de Biáñez acoge un centro de refugio de animales silvestres y parque temático llamado Karpin Abentura, que cuenta con el área con réplicas de dinosaurios Terrasauro, y el parque ecológico con animales ibéricos Animalia.
Otros lugares de interés son el Museo de la iglesia de San Andrés de Biáñez, la ermita de El Santo, el Palacio de Villapaterna, el Palacio Trevilla (conocido también como palacio de Prieto de Ahedo), el Palacio Vicario, o la antigua casa-torre Elkano.

### Fiestas
Destaca la festividad de Nuestra Señora del Suceso, patrona del Valle de Carranza. Es la fiesta patronal del municipio, que se celebra el 18 de septiembre. Se realizan romerías desde las diferentes aldeas a la ermita del Suceso, se celebra con una misa, una comida popular en los campos de El Suceso, bailes vascos, el habitual encierro y una corrida en la plaza de toros.
El valle de Carranza tiene gran tradición taurina, al igual que en Balmaseda, Orduña, Orozco, Trucios u otros pueblos de la Vizcaya occidental, desde el siglo XV hay constancia de la celebración de corridas y novilladas. La actual plaza de toros del Buen Suceso situada junto a la ermita del Suceso, se construyó en 1951.

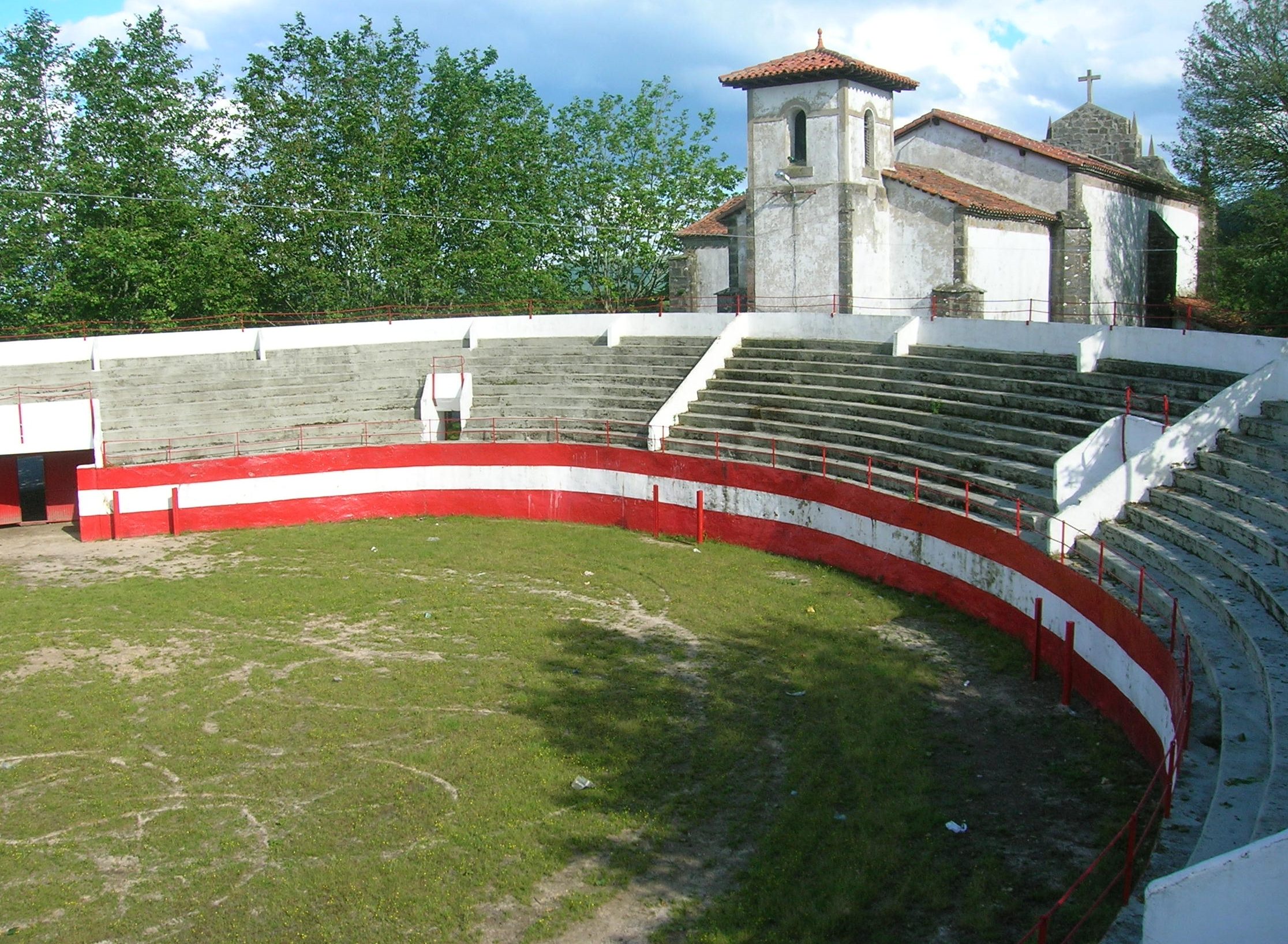
La plaza y ermita en el barrio de El Suceso

A lo largo del año son numerosas las fiestas que se celebran en diferentes parroquias y pedanías del Valle de Carranza en honor al santo patrón de cada una de ellas:
- Las llamadas Marzas, es una fiesta muy arraigada en Cantabria. Del mismo modo, en los territorios circundantes, como el norte de Palencia y Burgos y en la vertiente occidental de Vizcaya (especialmente en el valle de Carranza y en la ciudad de Lanestosa). En las Marzas se canta a principios de marzo para conmemorar la llegada de la primavera. Se desconoce el origen de su nacimiento.
- Destaca la festividad de San Isidro Labrador en La Concha se celebra el 15 de mayo, en honor a San Isidro Labrador en el barrio de La Concha. Se organizan diversas actividades, entre ellas competiciones y exhibiciones deportivas populares.
- Festival de Pozalagua. Festival de acceso gratuito que se celebra a mediados de julio, en el auditórium natural de la antigua cantera de Pozalagua en la aldea de Ranero. En este festival han participado músicos de la talla de Kepa Junkera, Oskorrí, Mikel Urdagarin, Gontzal Mendibil, Susana Seivane...
- Euskal Jaia fue fundada por el grupo de danza Mendi Harana en agosto de 2004. El objetivo del festival era motivar a los jóvenes bailarines y también mostrar las tradiciones de Carranza de una forma divertida. En 2004 empezaron con los picapedreros, en los años siguientes carreras de burros, pruebas de siega, esquileo de ovejas, pruebas de perros pastores y recolectores de piedras. Todo ello, aparte de las exposiciones vespertinas. Hoy en día las fiestas han perdido en general su importancia, pero la Euskal Jaia ha cobrado fuerza entre los carrancistas.
- Feria agrícola de La Concha: es una feria que se celebra en la plaza de Concha el primer fin de semana de octubre de artesanía y productos agrícolas.El ciclo de festividades cuenta con variedad de ofertas.